# Constel·lació del Lleó Menor
El Lleó Menor (Leo Minor) és una constel·lació de l'hemisferi nord. Com moltes altres constel·lacions modernes no conté més que unes poques estrelles realment lluminoses. De fet, només sis d'aquests estels són més brillants que la magnitud aparent 5. En contrast amb Leo, no pertany a l'antiga llista de 48 constel·lacions dibuixades per Claudi Ptolemeu en el segle segon aC, ja que va ser creada per Johannes Hevelius.
Hi ha 37 estrelles més brillants que magnitud aparent 6,5 a la constel·lació; tres són més brillants que magnitud 4,5. 46 Leonis Minoris, una gegant taronja de magnitud 3,8, es troba a uns 95 anys llum de la Terra. Amb una magnitud de 4,4, Beta Leonis Minoris és la segona estrella més brillant i l'única de la constel·lació amb una designació Bayer. Es tracta d'una estrella binària, el component més brillant de la qual és una taronja gegant i el més feble una estrella de seqüència principal groga i blanca. La tercera estrella més brillant és 21 Leonis Minoris, una estrella blanca de la seqüència principal de rotació ràpida i magnitud mitjana 4,5. La constel·lació també inclou dues estrelles amb sistemes planetaris, dos parells de galàxies en interacció i el singular objecte de cel profund Hanny's Voorwerp.

## Característiques destacables

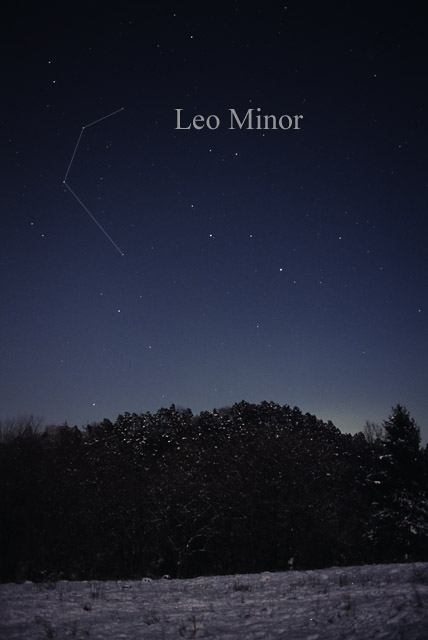
Constel·lació de Lleó Menor

L'estrella més brillant de Leo Minor és 46 Leonis Minoris, anomenada Praecipua, una gegant o subgegant taronja distant 98 anys llum. La mesura del seu diàmetre angular per interferometria —0,00254 segons d'arc— dona com a resultat un radi 8,2 vegades més gran que el del Sol, inferior a la mitjana de les estrelles gegants.
La segona estrella quant a brillantor és Beta Leonis Minoris, l'única en la constel·lació amb denominació de Bayer. És una estrella binària, composta per una geganta groga de tipus espectral G9III i una nana groga de tipus F8V. El seu període orbital és de 39 anys en una òrbita notablement excèntrica (ε = 0,683).
El segueix en brillant 21 Leonis Minoris, estrella blanca de la seqüència principal de tipus espectral A7V i 7839 K de temperatura.
Per contra, 37 Leonis Minoris és una gegant lluminosa groga de tipus espectral G0II.
Una altra estrella en la constel·lació, 24 Leonis Minoris, és considerada un anàleg solar per ser les seves característiques semblants a les del Sol en molts aspectes. Això no obstant, es pensa que és més antiga i evolucionada que la nostra estrella.
A Leo Minor es coneixen diverses estrelles amb planetes extrasolars. Així, HD 87883 és una nana taronja de tipus espectral K0V amb un planeta la massa del qual és, almenys, 1,73 vegades la de Júpiter. Igualment, HD 82886 —oficialment anomenada Illyrian— posseeix un planeta també més massiu que Júpiter.
RY Leonis Minoris és una nana blanca pulsant de l'tipus ZZ Ceti. La seva corba de llum té un període dominant de 215,2 segons estable en amplitud i fase, que disminueix aproximadament un segon cada 8,9 milions d'anys. Per això, s'ha afirmat que és el rellotge òptic més estable mai trobat, molt més estable que un rellotge atòmic.
Lleó Menor no conté objectes de cel profund notables. Entre ells hi ha les galàxies NGC 3344 i NGC 3003. La primera es troba a 22,5 milions d'anys llum i s'hi aprecien dos anells, un extern i un altre intern. També en aquesta constel·lació es localitza l'Objecte de Hanny, el qual, amb una grandària comparable a la de la Via Làctia, té l'aspecte d'un núvol gasós poc luminiscent amb una àrea més fosca cap al centre.
A unes 98 anys llum, uns 30 parsecs de distància i unes 10 vegades més lluminosa que el Sol, 21 Leonis Minoris és una estrella blanca de la seqüència principal de ràpida rotació, que gira sobre el seu eix en menys de 12 hores i molt probablement de manera aplatada. De magnitud aparent mitjana 4,5 i tipus espectral A7V, és una estrella variable Delta Scuti. Es tracta d'estrelles de període curt (sis hores com a màxim) polsants que s'han utilitzat com a veles estàndard i com a subjectes per estudiar astrosismologia..

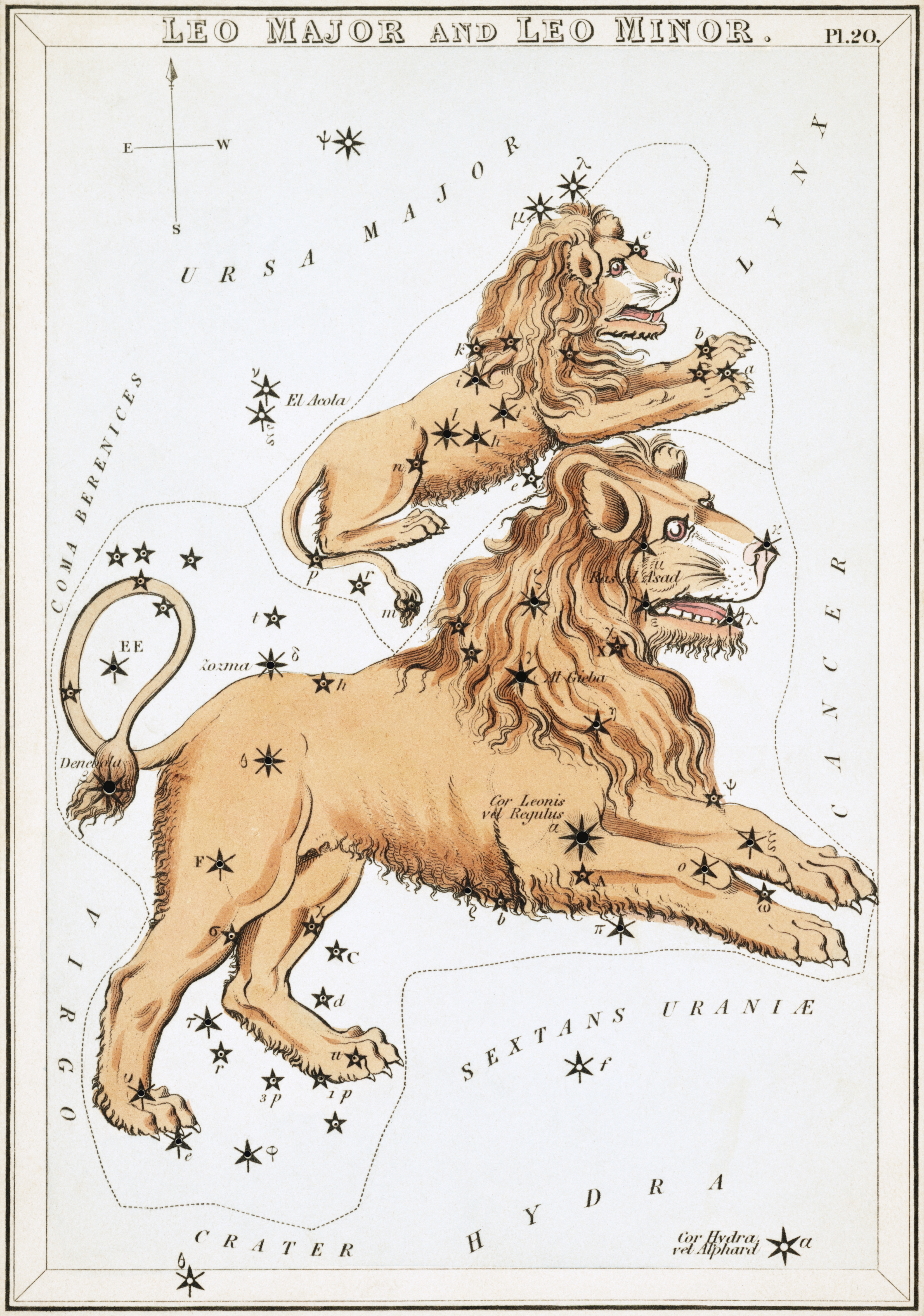
Lleó Menor sobre el cap de Lleó, com es representa a Urania's Mirror, un joc de cartes de constel·lacions publicat a Londres c. 1825

També conegudes com a SU i SV Leonis Minoris, 10 i 11 Leonis Minoris són gegants grogues de tipus espectral G8III, amb magnituds mitjanes de 4,54 i 5,34 respectivament. Totes dues són RS Canum Venaticorum variables, amb 10 Leonis Minoris variant en 0. 012 magnitud en 40,4 dies, i 11 Leonis Minoris en 0,033 magnitud en 18 dies. 11 Leonis Minoris té una nana vermella companya de tipus espectral M5V i magnitud aparent 13.0. 20 Leonis Minoris és un sistema estel·lar múltiple 49 anys llum allunyat del Sol. L'estrella principal és una altra estrella groga, aquesta vegada una nana de tipus espectral G3Va i magnitud aparent 5,4. La companya és una nana vermella vella i activa que té una metal·licitat relativament alta i és de tipus espectral M6,5. El fet que l'estrella secundària sigui més brillant del que s'esperava indica que probablement es tracti de dues estrelles molt properes que no es poden distingir per separat amb la tecnologia d'observació actual.
R i S Leonis Minoris són Miras variables de període llarg, mentre que U Leonis Minoris és una variable semiregular; totes tres són gegants vermelles de tipus espectrals M6.5e-M9.0e,} M5e i M6 respectivament. R varia entre les magnituds 6,3 i 13,2 durant un període de 372 dies, S varia entre les magnituds 8,6 i 13,9 durant un període de 234 dies, i U varia entre les magnituds 10,0 i 13,3 durant un període de 272 dies. La manca d'estrelles brillants fa que trobar aquests objectes sigui un repte per als astrònoms aficionats. G 117-B15A, també coneguda com a RY Leonis Minoris, és una nana blanca polsant de magnitud aparent 15,5. Amb un període d'aproximadament 215 segons, i perdent un segon cada 8,9 milions d'anys, l'estrella de 400 milions d'anys ha estat proposada com el rellotge celeste més estable.
SX Leonis Minoris és una nova nana del tipus SU Ursae Majoris que va ser identificada a 1994. Està formada per una nana blanca i una estrella donant, que s'orbiten mútuament cada 97 minuts. La nana blanca absorbeix matèria de l'altra estrella en un disc d'acreció i s'escalfa fins a assolir entre 6000 i 10 K. L'estrella nana entra en erupció cada 34 a 64 dies, assolint una magnitud de 13,4 en aquests esclats i romanent en una magnitud de 16,8 quan està tranquil·la. Lleó Menor conté una altra nova nana, RZ Leonis Minoris, que s'il·lumina fins a magnitud 14,2 des d'una magnitud base d'uns 17, però ho fa
S'han trobat dos estels amb sistemes planetaris. HD 87883 és una nana taronja de magnitud 7,57 i tipus espectral K0V a 18&parsec de distància de la Terra. Amb un diàmetre tres quartes parts més gran que el del Sol de la Terra, només és un 31% més lluminosa. Ho orbita un planeta de 1,78 vegades la massa de Júpiter cada 7,9 anys, i és possible que hi hagi altres planetes més petits. HD 82886 (Illyrian) és una nana groga de tipus espectral G0 i magnitud visual 7,63. El 2011 es va descobrir un planeta que té 1,3 vegades la massa de Júpiter i orbita cada 705 dies.

## Estrelles principals

### Praecipua (46 Leonis Minoris)
La definició actual dels límits de Leo Minor l'ha privat de la seva estrella α segons la designació de Bayer, l'estrella principal de la constel·lació és per tant 46 Leonis Minoris, coneguda també com a Praecipua, del Llatí: «principal, cabdal». Es tracta de l'únic exemple d'estrella designada pel seu nombre de Flamsteed que és la més brillant d'una constel·lació. Es tracta d'una gegant taronja, de magnitud aparent 3,79, 8,2 vegades més gran que el Sol.

### Altres estrelles
La segona estrella de la constel·lació és β Leonis Minoris que és de la magnitud 4,20.
R Leonis Minoris és una estrella variable del tipus Mira la magnitud aparent de la qual varia entre 6,3 i 13,2, durant un període de 372 dies.
TYC 2505-672-1 és un binària eclipsadora. Es tracta del sistema d'eclipsi binari amb el període més llarg conegut, 69,1 anys, i la durada més llarga de l'eclipsi, aproximadament 3,5 anys.

## Objectes celestes
Leo Minor allotja dues galàxies espirals — NGC 3344 i NGC 3486 — una galàxia espiral barrada — NGC 3504 — i una galàxia lenticular — NGC 2859.

## Història

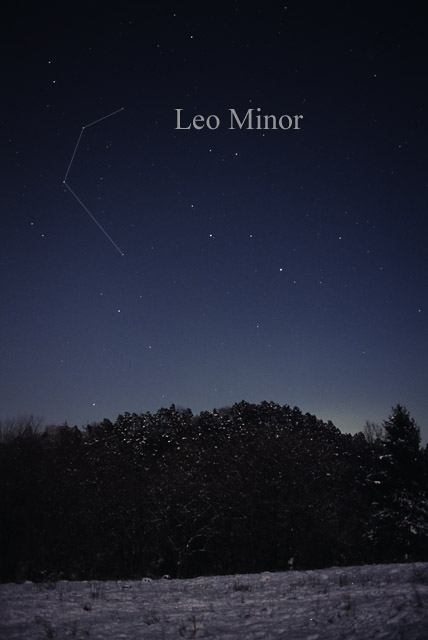
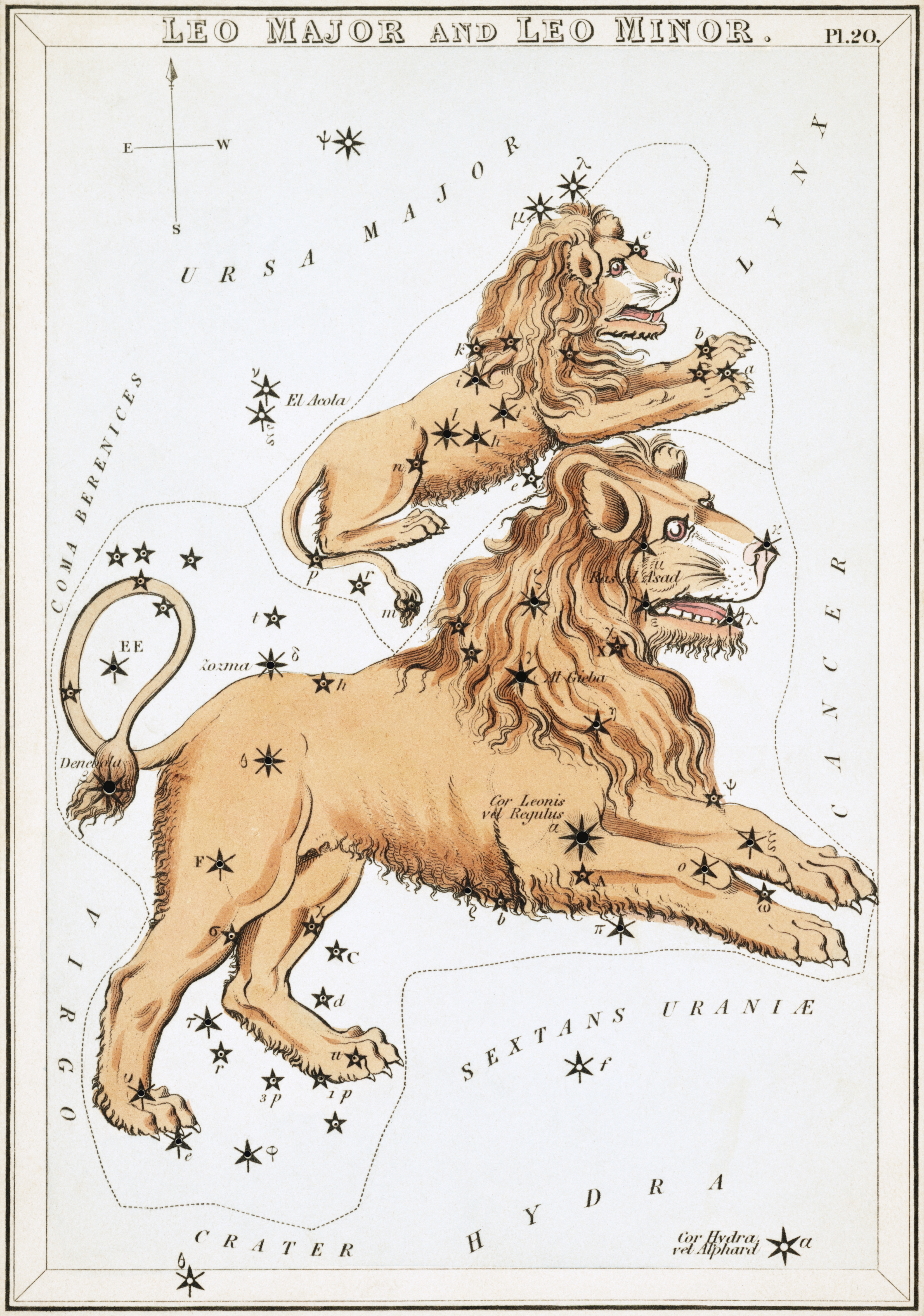

Els astrònoms clàssics Arat i Ptolemeu havien observat que la regió del que avui és Leo Menor era indefinida i no contenia cap patró distintiu; Ptolemeu va classificar les estrelles d'aquesta zona com a amorphōtoi (no pertanyents a un contorn de constel·lació) dins de la constel·lació de Leo.
Aquesta constel·lació fou creada per l'astrònom polonès Johannes Hevelius cap a 1660 (en una obra publicada el 1690, després de la seva mort) per omplir un espai entre Ursa Maior i Leo. En 1845, l'astrònom anglès Francis Baily va revisar el catàleg de les noves constel·lacions de Hevelius, i va assignar una lletra grega coneguda com a designació Bayer a les estrelles més brillants que magnitud aparent 4.5. Richard A. Proctor va donar a la constel·lació el nom de Leaena "la Lleona" en 1870, explicant que buscava escurçar els noms de les constel·lacions per fer-les més manejables als mapes celestes.
L'astrònom alemany Christian Ludwig Ideler va postular que les estrelles de Leo Menor havien estat denominades Al Thibā' wa-Aulāduhā "Gasella amb la seva cria" en un globus celeste àrab del segle xiii, recuperat pel cardenal Stefano Borgia i conservat al museu del prelat a Velletri. L'arabista Friedrich Wilhelm Lach descriu una visió diferent, assenyalant que havien estat vists com Al Haud "l'Estany", en què salta la Gasella. A l'astronomia xinesa, les estrelles Beta, 30, 37 i 46 Leonis Minoris formaven Neiping, una "Tall de Jutge o Mediador", o Shi "Eunuco de la Cort" o es combinaven amb estrelles de la veïna Leo per formar un gran drac celeste o Carro de l'Estat. Una línia de quatre estrelles era coneguda com a Shaowei; representava quatre consellers imperials i podia estar situada a Leo Menor, Leo o en regions adjacents.